# Georg Pahl
Georg Pahl, né le 20 octobre 1900 et mort le 13 mai 1963, est un photographe de presse et journaliste allemand des années 1920 et 1930. Pahl est connu pour être l'auteur des premières photographies publiques d'Adolf Hitler en 1923.

## Biographie
Georg Pahl commence un apprentissage chez le photographe professionnel berlinois Heinrich Sanden (né en 1877), qui a fondé la société Atlantic Photo en 1919 (à partir de 1930 « Atlantic » Photo-Gesellschaft mbH). Il s'installe en indépendant en mars 1923 et crée l'agence photo ABC-Aktuell-Bilder-Centrale, Georg Pahl, basée à Berlin-Steglitz. Pahl se concentre principalement sur les événements politiques d'importance, les manifestations publiques et la vie quotidienne sous la République de Weimar et sous le national-socialisme de 1923 à 1936. En 1944, il est l'un des cadreurs de la Panorama-Farbmonatsschau, une série de films de propagande en couleurs de la Deutsche Wochenschau.

### Rencontre avec Hitler
Dans ses apparitions comme orateur de 1919 à 1923, Hitler intervient en public, mais il n'est pas photographié. La défiance d'Hitler face à l'appareil photographique a une cause politique : avec la Loi de protection de la République (Republikschutzgesetz (de)) du 15 novembre 1922 en Prusse qui interdit le NSDAP, Hitler, en tant que président du parti (à l'époque il a encore la citoyenneté autrichienne et n'est pas citoyen allemand) risque toujours d'être arrêté quand il est en déplacement sur le territoire prussien. Pour cette raison, il ne souhaite pas laisser aux autorités prussiennes l'occasion de disposer d'une photographie de lui qui pourrait servir à éditer un avis de recherche.
La première photographie de l'ascension politique d'Hitler est de Georg Pahl. Alors qu'Hitler visite Luna Park à Berlin en avril 1923 avec Ernst Hanfstaengl et d'autres, il est reconnu et photographié  par Pahl. Selon le récit de Pahl, Hitler s'est immédiatement précipité sur lui pour lui arracher sa caméra mais sans y parvenir. Hitler réussira finalement à convaincre Pahl de détruire les négatifs. Quelques mois plus tard, le 2 septembre 1923, Pahl prend un instantané d'Hitler lors d'un défilé au Deutscher Tag de Nuremberg, et s'enfuit pour échapper au service d'ordre de la SA, brisant ainsi l'anonymat photographique d'Hitler. Cela incite par la suite Hitler à choisir Heinrich Hoffmann comme photographe attitré. À partir de 1934, Georg Pahl est officiellement exclu des manifestations du NSDAP.
L'œuvre de Georg Pahl est pour l'essentiel versée aux Archives fédérales allemandes.